# Domenico Campagnola

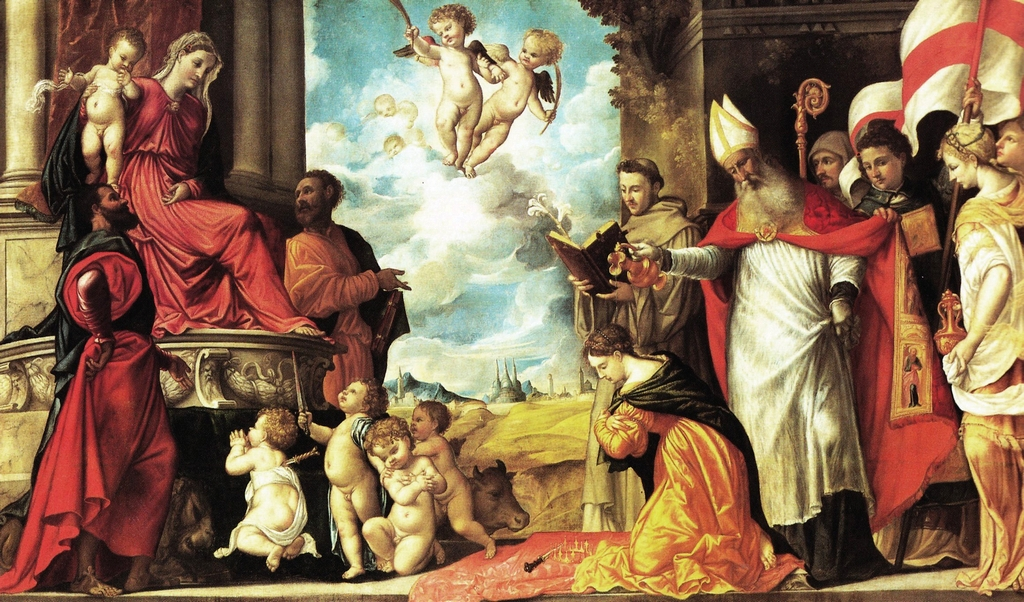
La Virgen y el Niño con santos, 1557. Óleo sobre lienzo, 250 x 410 cm, Padua, Musei civici di Padova.

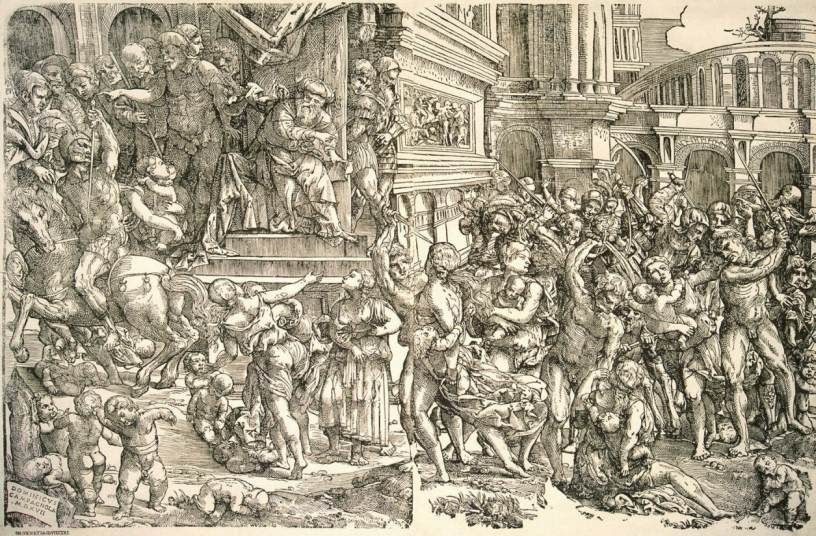
Matanza de los inocentes (1517)

Domenico Campagnola (¿Venecia?, 1500-Padua, 1564) fue un prolífico pintor y grabador italiano. Su estilo, sobre todo entre 1515 y 1525, se parece mucho al estilo de Tiziano y se discute la autoría de algunos dibujos de los dos artistas. Sus grabados y dibujos a tinta de paisajes tuvieron gran influencia en este género en toda Europa.
Hijo de un alemán, el pintor Giulio Campagnola le tomó como aprendiz y Domenico adoptó su apellido con el que firmó en 1517 la primera xilografía que se le conoce: La matanza de los inocentes. 
A pesar de ser un pintor prolífico, sobre todo a partir de su traslado a Padua en 1528, pocas obras suyas sobreviven, salvo por frescos como los de la Scuola del Carmine o la Escuola del Santo, todos ellos en el estilo de Tiziano.
Después de realizar los frescos del techo de la Escuola di Santa Maria del Parto, alrededor de 1531, colaboró en Venecia en 1532 con Pordenone.
Otras obras suyas son la Madonna y santos patronos de Padua (1537) de la Loggia del Consiglio y los frescos de la Sala dei Giganti en el palacio Liviano o la caja del órgano en San Giovani di Verdara.